# Paul Gilding
Paul Gilding est un militant écologiste consultant australien. Membre du Post Carbon Institute et ancien directeur exécutif de Greenpeace International, il est l'auteur The Great Disruption: Why the Climate Crisis Will Bring On the End of Shopping and the Birth of a New World (2011), dont il a fait une présentation, intitulée The Earth is Full, lors d'une conférence TED en 2012.
Il demeure dans le sud de la Tasmanie avec sa femme et ses filles.

## Carrière
Gilding commence à militer à la fin de son adolescence, s'engageant à l'époque contre l'apartheid ainsi que pour les droits ancestraux des premières nations. Alors qu'il travaille pour la Force aérienne royale australienne, il s'implique dans le mouvement pour le désarmement nucléaire. Selon une entrevue accordée au magazine AlterNet, cette expérience l'a mené à développer une plus grande conscience environnementale et à rejoindre Greenpeace dans les années 1980. Il y pratique d'abord l'action directe contre les pollueurs corporatifs.
De 1989 à 1994, il est directeur exécutif de Greenpeace Australie, puis de Greenpeace International.